# Station Stevenage
Station Stevenage is een Brits spoorwegstation in Stevenage aan de East Coast Main Line en werd in 1973 geopend. Het station wordt beheerd door de spoorwegmaatschappij Govia Thameslink Railway.